# Alive in Joburg
Alive in Joburg è un cortometraggio fantascientifico diretto da Neill Blomkamp, realizzato nel 2005 dalla Spy Films. Lungo circa sei minuti, è stato girato a Johannesburg, Sud Africa. Il film esplora il tema della segregazione razziale, e la sua notorietà è dovuta tanto per l'uso degli effetti speciali quanto per il suo stile di film documentario.
Il film è considerato una delle ragioni che hanno portato alla scelta di Blomkamp per la direzione dei lavori per un lungometraggio di Halo, poi cancellato. Il film District 9, girato dallo stesso Blomkamp nel 2009, espande i temi e gli elementi di questo cortometraggio.

## Trama
Nel 1990 Johannesburg ospita numerose forme di vita extraterrestri rifugiate, e la loro immensa astronave (lunga approssimativamente un chilometro) è sospesa sopra la città. Quando i visitatori arrivarono, gli umani furono felici della loro venuta, non curandosi del loro aspetto schifoso o delle avanzate bio-armature, e accolsero a braccia aperte i nuovi arrivati. Tuttavia gli alieni cominciarono a circolare liberamente per la città, invadendone molte zone, commettendo crimini per sopravvivere, e contrastando apertamente le forze dell'ordine. Con lo stile di un documentario, il film propone interviste e reportage ripresi da telecamere amatoriali, sottolineando le tensioni fra gli umani e i visitatori, specialmente quando le astronavi cominciano a impossessarsi illegittimamente dell'elettricità e di altre risorse della città su cui fluttuano.
Come si dichiara nelle "interviste", gli alieni sono ghettizzati, forzati a vivere in "condizione inadatte". Dato che il film è ambientato nel 1990, quando effettivamente in Sud Africa vigeva la segregazione razziale, gli alieni sono costretti a vivere al fianco della già oppressa popolazione nera, entrando in conflitto con essa proprio come succedeva in quegli anni fra bianchi e non bianchi.
Tutte le interviste in cui non vengono menzionati esplicitamente gli alieni sono interviste reali fatte a cittadini sudafricani, chiedendogli cosa pensano dei rifugiati dallo Zimbabwe. Il tema di una razza aliena oppressa venuta da un altro pianeta solo per trovarsi ancora più oppressa, era stato già trattato nel film Alien Nation, nel quale una nave di schiavi alieni nei primi anni '90 si rifugia a Los Angeles.

## Gli alieni
In Alive in Joburg, non è mai specificato il nome con cui sono soprannominati gli alieni, chiamati sempre come "loro" o e "gli alieni". La cittadinanza li chiama "i poleepkwa". L'aspetto delle loro bio-armature ricorda molto quello di robot umanoidi, anche se la loro anatomia non ha nulla di umano. Pur essendo creature bipedi, non sono dotati né di capelli né di orecchie, e, davanti alla bocca possiedono protuberanze a forma di tentacoli, che rendono la loro faccia simile a quella di un cefalopode. L'aspetto complessivo degli alieni, rugosi e rigidi, ricorda quello di un insetto gigante. Per tutto il documentario ogni volta che il volto dei visitatori è inquadrato, è inesorabilmente pixelato, come se il loro aspetto repellente debba essere sottoposto a censura.
Il linguaggio di queste creature non è chiaramente definito, composto com'è da grugniti e altri suoni.
In una delle scene iniziali, girata come un reportage televisivo, un alieno, indossando la propria bio-armatura, sventa l'attacco di due agenti di polizia, usando la telecinesi su alcuni veicoli circostanti. Tuttavia, non si sa se questa particolare abilità venga dalla tuta oppure sia nella loro natura.

## Opere correlate
Grazie al lavoro in Alive in Joburg, Blomkamp ricevette l'incarico di dirigere un film tratto dal videogame Halo e prodotto da Peter Jackson. Il progetto non andò in porto, ma Blomkamp convinse Jackson a fargli comunque dirigere un film basato su una sua idea parzialmente simile ad Alive in Joburg. Tale film fu diffuso nel 2009 da Sony Pictures sotto il titolo District 9.